# Francesco Zuddas
Francesco Zuddas, detto Chicchito (Nuoro, 22 luglio 1946 – Nuoro, 7 dicembre 2011), è stato un politico italiano.

## Biografia
Laureato in giurisprudenza e specializzato in diritto sportivo, fu proprietario di un'azienda che produceva abbigliamento e attrezzature sportive.
Iscritto al Partito Liberale Italiano, fu consigliere comunale a Nuoro e dal 1991 al 1993 ricoprì la carica di assessore alla cultura nelle due giunte guidate da Simonetta Murru e Gian Paolo Falchi. Il 12 febbraio 1994 venne eletto sindaco di Nuoro, rimanendo in carica fino al 24 aprile 1995.
Alle elezioni amministrative del 1995, le prime a elezione diretta, venne candidato sindaco per il Polo per le Libertà alla guida di una coalizione di centro-destra, ma fu sconfitto al primo turno dal candidato Carlo Forteleoni del centro-sinistra, ottenendo solo il 24,8% delle preferenze; rimase tuttavia in consiglio comunale fino alla fine della consiliatura nel 1999.
Ricoverato all'ospedale San Francesco della città, vi morì il 7 dicembre 2011.